# Чемпионат Чувашии по футболу
Чемпионат Чувашии по футболу (чув. Чăваш Енĕн футбол чемпионачĕ) — футбольные соревнования среди любительских команд Чувашской Республики. Турнир проходит под эгидой Федерации футбола Чувашской Республики.

## Формат турнира
Турнир проходит по системе лиг — высший дивизион, 1-й дивизион (группы «А» и «Б») и 2-й дивизион. Команда, занявшая последнее место в высшем дивизионе выбывает в следующем сезоне в 1-й дивизион. Команда, занявшая 1 место по итогам сезона в 1-м дивизионе, имеет право в следующем сезоне выступать в высшем дивизионе. В 1-м дивизионе игры проводятся в два круга с разъездами в двух группах. По окончании турнира команды из группы «А» играют стыковые матчи с командами группы «Б» (дома и на выезде), по итогам которых определяются итоговые результаты. По итогам соревнований в высший дивизион с 1-го дивизиона переходит одна команда, со 2-го дивизиона в 1-й дивизион — 2 команды.

## Все победители
| Сезон | Чемпион                                 | 2 место                         | 3 место                          |
| 1937  | «Темп» (Чебоксары)                      | «Спартак» (Чебоксары)           | Сборная г. Ядрин                 |
| 1940  | «Динамо» (Алатырь)                      | «Спартак» (Чебоксары)           | «Восток» (Шумерля)               |
| 1946  | «Динамо» (Чебоксары)                    | «Спартак» (Чебоксары)           | «Сталинец» (Чебоксары)           |
| 1947  | «Динамо» (Чебоксары)                    | «Сталинец» (Чебоксары)          | «Химик» (Чебоксары)              |
| 1948  | «Динамо» (Чебоксары)                    | «Локомотив» (Алатырь)           | «Красная Звезда» (Шумерля)       |
| 1949  | «Динамо» (Чебоксары)                    | «Спартак» (Чебоксары)           | «Локомотив» (Канаш)              |
| 1950  | «Химик» (Чебоксары)                     | «Сталинец» (Чебоксары)          | «Красная Звезда» (Шумерля)       |
| 1951  | «Химик» (Чебоксары)                     | «Молния» (Чебоксары)            | «Урожай» (Шумерля)               |
| 1952  | «Химик» (Чебоксары)                     | «Спартак» (Чебоксары)           | «Молния» (Чебоксары)             |
| 1953  | Команда Чапаевского поселка (Чебоксары) | «Красная Звезда» (Шумерля)      | «Урожай» (Шумерля)               |
| 1954  | «Урожай» (Шумерля)                      | «Красная Звезда» (Шумерля)      | «Энергия» (Чебоксары)            |
| 1955  | «Динамо» (Чебоксары)                    | «Красная Звезда» (Шумерля)      | «Локомотив-ПРЗ» (Алатырь)        |
| 1956  | «Энергия» (Чебоксары)                   | «Локомотив» (Алатырь)           | «Красная Звезда» (Шумерля)       |
| 1957  | «Энергия» (Чебоксары)                   | «Красная Звезда» (Шумерля)      | «Зенит» (Алатырь)                |
| 1958  | «Энергия» (Чебоксары)                   | «Авангард» (Чебоксары)          | «Звезда» (Шумерля)               |
| 1959  | «Энергия» (Чебоксары)                   | «Звезда» (Шумерля)              | «Знамя» (Чебоксары)              |
| 1960  | «Энергия» (Чебоксары)                   | «Звезда» (Шумерля)              | «Знамя» (Чебоксары)              |
| 1961  | «Энергия» (Чебоксары)                   | «Локомотив» (Канаш)             | «Трактор» (Чебоксары)            |
| 1962  | «Локомотив» (Канаш)                     | «Энергия» (Чебоксары)           | «Машиностроитель» (Шумерля)      |
| 1963  | «Энергия» (Чебоксары)                   | «Машиностроитель» (Шумерля)     | «Звезда» (Шумерля)               |
| 1964  | «Энергия» (Чебоксары)                   | «Звезда» (Шумерля)              | «Знамя» (Чебоксары)              |
| 1965  | «Звезда» (Шумерля)                      | «Текстильщик» (Чебоксары)       | «Трактор» (Чебоксары)            |
| 1966  | «Звезда» (Шумерля)                      | «Трактор» (Чебоксары)           | «Волга» (Чебоксары)              |
| 1967  | «Трактор» (Чебоксары)                   | «Звезда» (Шумерля)              | «Машиностроитель» (Чебоксары)    |
| 1968  | «Трактор» (Чебоксары)                   | «Волга» (Чебоксары)             | «Текстильщик» (Чебоксары)        |
| 1969  | «Трактор» (Чебоксары)                   | «Темп» (Шумерля)                | «Текстильщик» (Чебоксары)        |
| 1970  | «Спутник» (Алатырь)                     | «Звезда» (Шумерля)              | «Текстильщик» (Чебоксары)        |
| 1971  | «Трактор» (Чебоксары)                   | «Луч» (Чебоксары)               | «Спутник» (Алатырь)              |
| 1972  | «Трактор» (Чебоксары)                   | «Луч» (Чебоксары)               | «Локомотив» (Канаш)              |
| 1973  | «Трактор» (Чебоксары)                   | «Спутник» (Алатырь)             | «Заря» (Новочебоксарск)          |
| 1974  | «Трактор» (Чебоксары)                   | «Спутник» (Алатырь)             | «Луч» (Чебоксары)                |
| 1975  | «Сталь» (Чебоксары)                     | «Заря» (Новочебоксарск)         | «Спутник» (Алатырь)              |
| 1976  | «Сталь» (Чебоксары)                     | «Спутник» (Алатырь)             | «Заря» (Новочебоксарск)          |
| 1977  | «Сталь» (Чебоксары)                     | «Трактор» (Чебоксары)           | «Заря» (Новочебоксарск)          |
| 1978  | «Трактор» (Чебоксары)                   | «Спутник» (Алатырь)             | «Заря» (Новочебоксарск)          |
| 1979  | «Заря» (Новочебоксарск)                 | «Волга» (Чебоксары)             | «Трактор» (Чебоксары)            |
| 1980  | «Трактор» (Чебоксары)                   | «Спутник» (Алатырь)             | «Текстильщик» (Чебоксары)        |
| 1981  | «Волга» (Чебоксары)                     | «Трактор» (Чебоксары)           | «Спутник» (Алатырь)              |
| 1982  | «Трактор» (Чебоксары)                   | «Спутник» (Алатырь)             | «Текстильщик» (Чебоксары)        |
| 1983  | «Волга» (Чебоксары)                     | «Спутник» (Алатырь)             | «Луч» (Чебоксары)                |
| 1984  | «Текстильщик» (Чебоксары)               | «Спутник» (Алатырь)             | «Трактор» (Чебоксары)            |
| 1985  | «Трактор» (Чебоксары)                   | «Текстильщик» (Чебоксары)       | «Спутник» (Алатырь)              |
| 1986  | «Трактор» (Чебоксары)                   | «Текстильщик» (Чебоксары)       | «Волга» (Чебоксары)              |
| 1987  | «Трактор» (Чебоксары)                   | «Волга» (Чебоксары)             | «Энергия» (Чебоксары)            |
| 1988  | «Текстильщик» (Чебоксары)               | «Волга» (Чебоксары)             | «Энергия» (Чебоксары)            |
| 1989  | «Волга» (Чебоксары)                     | «Спутник» (Алатырь)             | «Трактор» (Чебоксары)            |
| 1990  | «Волга» (Чебоксары)                     | «Трактор» (Чебоксары)           | «Сталь» (Чебоксары)              |
| 1991  | «Трактор» (Чебоксары)                   | «Волга» (Чебоксары)             | «Рубин» (Казань)                 |
| 1992  | «Волга» (Чебоксары)                     | «Звезда» (Шумерля)              | «Рубин» (Казань)                 |
| 1993  | «Волга» (Чебоксары)                     | «Трактор» (Чебоксары)           | «Текстильщик» (Чебоксары)        |
| 1994  | «Трактор» (Чебоксары)                   | «Звезда» (Шумерля)              | «Волга» (Чебоксары)              |
| 1995  | «Волга» (Чебоксары)                     | «Энергия» (Чебоксары)           | «Трактор» (Чебоксары)            |
| 1996  | «Волга» (Чебоксары)                     | «Рубин» (Казань)                | «Спутник» (Алатырь)              |
| 1997  | «Энергия» (Чебоксары)                   | «Ротор» (Кугеси)                | «Стандарт-Водоканал» (Чебоксары) |
| 1998  | «Волга» (Чебоксары)                     | «Энергия» (Чебоксары)           | «Звезда» (Шумерля)               |
| 1999  | «Волга» (Чебоксары)                     | ТД «Ельниково» (Новочебоксарск) | «Спартак» (Чебоксары)            |
| 2000  | «Энергия» (Чебоксары)                   | «Волга» (Чебоксары)             | «Звезда» (Шумерля)               |
| 2001  | «Волга» (Чебоксары)                     | «Энергия» (Чебоксары)           | «Звезда» (Шумерля)               |
| 2002  | «Энергия» (Чебоксары)                   | «Волга» (Чебоксары)             | «РДЮСШ-Металлист» (Чебоксары)    |
| 2003  | «Химик» (Вурнары)                       | «Звезда» (Шумерля)              | «СК Центр» (Чебоксары)           |
| 2004  | «Звезда» (Шумерля)                      | «Химик-ВЗСП» (Вурнары)          | «Волга-ТАВ» (Чебоксары)          |
| 2005  | «Химик» (Вурнары)                       | «ЗЭиМ-Лайн» (Чебоксары)         | «Рубин» (Ядрин)                  |
| 2006  | «Рубин» (Ядрин)                         | «Химик» (Вурнары)               | «ЗЭиМ-Лайн» (Чебоксары)          |
| 2007  | «Волга-ТАВ» (Чебоксары)                 | «ЗЭиМ-Лайн» (Чебоксары)         | «Рубин» (Ядрин)                  |
| 2008  | «Динамо» (Чебоксары)                    | «Рубин» (Ядрин)                 | «Крылья» (Чебоксары)             |
| 2009  | ФК «Шумерля»                            | «Динамо» (Чебоксары)            | ФК «Ибреси»                      |
| 2010  | ФК «Ибреси»                             | «Химик-Август» (Вурнары)        | ФК «Чебоксары»                   |
| 2011  | «Химик-Август» (Вурнары)                | ОМОН (Чебоксары)                | ФК «Ибреси»                      |
| 2012  | «Динамо» (Чебоксары)                    | «Химик-Август» (Вурнары)        | ОМОН (Чебоксары)                 |
| 2013  | «Динамо» (Чебоксары)                    | «Химик-Август» (Вурнары)        | ОМОН (Чебоксары)                 |
| 2014  | «Динамо» (Чебоксары)                    | «Химик-Август» (Вурнары)        | ФК «Шумерля»                     |
| 2015  | «Химик-Август» (Вурнары)                | «Динамо» (Чебоксары)            | ФК «Шумерля»                     |
| 2016  | «Динамо» (Чебоксары)                    | «Химик-Август» (Вурнары)        | ФК «Шумерля-ШЗСА»                |
| 2017  | «Химик-Август» (Вурнары)                | ФК «Шумерля-ШЗСА»               | «Динамо» (Чебоксары)             |
| 2018  | «Химик-Август» (Вурнары)                | «Спартак» (Чебоксары)           | «БоМиК» (Цивильск)               |
| 2019  | «Химик-Август» (Вурнары)                | «Спартак» (Чебоксары)           | «СШ по футболу» (Чебоксары)      |
| 2020  | «Спартак» (Чебоксары)                   | «Химик-Август» (Вурнары)        | ФК «Шумерля-ШЗСА»                |
| 2021  | «Химик-Август» (Вурнары)                | «Ротор» (Кугеси)                | ФК «Шумерля-ШЗСА»                |
| 2022  | «БоМиК» (Цивильск)                      | ФК «Шумерля-ШЗСА»               | «Рубин-Ядринмолоко» (Ядрин)      |
| 2023  | Связной Альянс-ШЗСА (Шумерля/Порецкое)  | Локомотив (Канаш)               | Спартак-Ядринмолоко (Чебоксары)  |
| 2024  | Связной Альянс-ШЗСА (Шумерля/Порецкое)  | Спартак-Ядринмолоко (Чебоксары) | Рубин (Ядрин)                    |